# Ahoskie
Ahoskie é uma cidade  localizada no estado norte-americano de Carolina do Norte, no Condado de Hertford.

## Demografia
Segundo o censo norte-americano de 2000, a sua população era de 4523 habitantes.
Em 2006, foi estimada uma população de 4313, um decréscimo de 210 (-4.6%).

## Geografia
De acordo com o United States Census Bureau, a localidade tem uma área de 6,9 km², dos quais 6,9 km² cobertos por terra e 0,0 km² cobertos por água. Ahoskie localiza-se a aproximadamente 13 m acima do nível do mar.

## Localidades na vizinhança
O diagrama seguinte representa as localidades num raio de 20 km ao redor de Ahoskie.